# Gabriel Guyot de Folleville
Pour les articles homonymes, voir Guyot.
Gabriel Guyot de Folleville, né à Saint-Servan-sur-Mer le 11 juillet 1764 et guillotiné à Angers (Maine-et-Loire) le 5 janvier 1794, est un prêtre vendéen, docteur en théologie et en droit civil et canon, avocat à ses débuts, imposteur sous le nom d'« évêque d'Agra ».

## Biographie
Issu d'une famille bourgeoise, il est le fils de Jean-Joseph Guillot, commissaire de la marine de Saint-Malo, qui l’envoie faire ses études au séminaire d’Angers, puis à Paris. Ordonné prêtre en 1787, il obtient de l’Université de Paris le titre de Docteur en théologie, en droit civil et en droit canon, ce qui lui permet de prêter serment d’avocat au Parlement en 1789 et d’être nommé en avril 1790 curé de Notre-Dame de Dol-de-Bretagne. Il fonde dans cette ville une « Société des amis de la Constitution ». Il prête serment en avril 1791 et se rétracte six mois plus tard, ce qui le rend indésirable des deux côtés. « Monté » à Paris, il s'inscrit au club des Jacobins, sollicite un emploi à Cayenne où son père est ordonnateur de la Marine, mais y renonce lorsque ce dernier est rappelé. 
Quelque temps avant la guerre de la Vendée, il s'est réfugié à Poitiers, chez une de ses parentes. Ses manières, son air religieux et doux, lui ont valu le meilleur accueil dans la société de la ville. Toutes les âmes pieuses, les religieuses chassées de leur couvent, recherchent avec beaucoup d'empressement cet abbé qui vit caché. C'est alors qu'il imagine, pour se donner plus de considération et d'importance, de dire qu'il est « évêque d'Agra ». 
Au mois de mai 1793, pendant que l'armée vendéenne occupe la ville de Thouars dont elle vient de s'emparer, quelques paysans trouvent dans une maison un homme vêtu en soldat qui leur explique être prêtre, enrôlé de force dans un bataillon à Poitiers. Il demande qu'on le conduise à M. de Villeneuve de Cazeau, un des officiers de l'armée vendéenne. M. de Villeneuve le reconnait en effet pour M. l'abbé de Folleville, son ancien camarade de collège. 
Bientôt l'abbé ajoute qu'il est « évêque d'Agra », que des évêques réfractaires l'ont en secret consacré à Saint-Germain, et que le pape vient de l'envoyer dans les diocèses de l'Ouest avec le titre de vicaire apostolique. Un des ecclésiastiques les plus éclairés de l'armée est appelé : l'abbé de Folleville lui fait le même récit avec assurance et tranquillité. Il cite pour garants un curé respectable et la supérieure du « couvent des sœurs grises », situé au milieu du pays insurgé. D'après lui, ils ont connaissance de son caractère et de sa mission. 
On lui propose de suivre l'armée, de s'attacher au parti vendéen ; il n'en montre aucun désir, alléguant sa mauvaise santé, avant de céder : Mgr l'évêque d'Agra est présenté à l'état-major de l'armée. On n'a aucune raison de douter de ses récits : il a une belle figure, un air de douceur et de componction, des manières distinguées. Les généraux voient avec un grand plaisir un ecclésiastique d'un rang élevé et d'une belle représentation venir contribuer au succès de leur cause par des moyens qui peuvent avoir beaucoup d'effet.
Arrivé à l'armée sans y avoir songé, il se trouve porté à continuer son roman, dont personne ne pense à se méfier, devenant un grand personnage dans l'armée vendéenne. En effet, l'arrivée de l'abbé de Folleville à l'armée exalte les paysans.
L'« évêque d'Agra » est mis à la tête d'un conseil supérieur devant administrer le pays insurgé, composé d'ecclésiastiques, de vieux gentilshommes et de quelques hommes de loi. Folleville se montre médiocre, supplanté par l'abbé Bernier.
Ce dernier, se doutant de la supercherie, écrit alors à Rome pour vérifier ses dires. Peu après le passage de la Loire, au moment où les Vendéens vaincus et désespérés sont forcés d'abandonner leur pays, un bref apostolique est apporté aux généraux : il est en latin suivant l'usage ; on fait venir l'abbé Bernier pour le lire, qui annonce que l'« évêque d'Agra » est un imposteur sacrilège. Les généraux demeurent confondus et embarrassés du parti qu'ils doivent prendre au milieu d'une telle détresse. Alors que l'armée entière fuit, ils refusent d'y ajouter ce scandale. Certains veulent le tuer, d'autres ont pitié. 
Ostracisé par les généraux, mais se montrant auprès des blessés, il continue de suivre l'armée jusqu'au moment où, après la bataille du Mans, elle est presque détruite. Caché pendant quelques semaines, il est pris et amené à Angers.
Il déclare d'abord qu'il est secrétaire de M. de Lescure, mais est reconnu, puis guillotiné le 5 janvier 1794.